# 고무신 거꾸로 신은 이유에 대한 상상
《고무신 거꾸로 신은 이유에 대한 상상》은 MBC에서 2002년 5월 24일에 방영된 베스트극장이다.

## 줄거리
캠퍼스 커플인 상희(김민정 분)와 준수(정태우 분)는 사귀는 동안 서로 떨어져 본 적이 없다. 준수는 입대영장을 받고 고민하다가 결국 상희에게 제대할 때까지 기다려달라고 한다. 상희는 준수를 기다리겠노라고 굳게 결심하지만 주위사람들은 별로 미더워하지 않는다. 그 동안 많은 남자들을 사귀었던 이력 뿐만 아니라 군대에 간 사이 "고무신을 거꾸로 신은 경우"만도 네 번이나 되기 때문이다. 상희는 이런 시선 때문에 더욱 오기를 부리지만, 남자들은 상희에게 자꾸 유혹의 손길을 내민다. 연하인 기훈은 매일 꽃을 들고 집 앞에서 기다리고, 멋있는 남자 희연(이동건 분)은 상희가 가는 곳마다 나타나기 시작한다.

## 등장 인물

### 주요 인물
- 김민정 : 상희 역
- 이동건 : 희연 역
- 정태우 : 준수 역

- 양희경 : 상희의 어머니 역
- 김재만 : 재철 역
- 이지수 : 상희의 친구 역
- 강보라 : 상희의 친구 역
- 박윤재 : 기훈 역

### 그 외 인물
|  | 아래 단역들은 1인 다역으로 나오기도 했다. |

- 유나영
- 박채연
- 마준오
- 장경희
- 강병훈
- 강신영
- 김민경
- 김민교
- 김민희
- 김서현
- 김성환
- 김원경
- 김유진
- 김지영
- 김태훈
- 김혜옥
- 박선주
- 박철호
- 배영란
- 백욱희
- 서세권
- 성소선
- 손우진
- 손제훈
- 신현승
- 오경희
- 유지영
- 윤범준
- 이미진
- 이은영
- 이지혜
- 이호종
- 임지영
- 임훈정
- 전석민
- 전소혜
- 조연경
- 조영란
- 최영승
- 최윤미
- 염재욱 : 기자 역

### 특별출연
- 유열 : 버스 안 아리아맨 역
- 컬트트리플 : 변사 역
- 정선희 : 수영 수강생 질투녀 역